# 皮夏
51°36′18″N 23°48′36″E / 51.60500°N 23.81000°E
皮什恰（烏克蘭語：Піща）是位於烏克蘭西北部的村莊，由沃倫州科韋利區的沙齊克市鎮負責管轄。該村始建於十八世紀，面積0.9平方公里，海拔高度162米，2001年人口1,162，人口密度每平方公里1,291.11人。